# 折り本
折り本（おりほん）とは、横に長くつなぎ合わせた紙を一定間隔で折り畳んで作った蛇腹状の本。折本（おりほん）と表記することもある。装丁法は折本装本といい、この装丁法を折本ということもある。

## 体裁
紙の本の体裁のうち最も古いものは巻子装本（巻子本）である。この巻子本を一定間隔で折ると折り本となることから、巻子本の変形したものと言える。巻子装は閲覧・検索に不便であることから、巻子装本から軸を取り外し本文料紙を一定の行数で折りたたんだ形態の折本装本（折本）が生まれた。
糸で綴じる製本方法に比べると簡易な製本方法で、主に本のおまけや、習字の手本、版経などに多い。
式辞の用紙も折り本式になっていることが多い。かつては預金通帳にもこの形式が使われた。

## 歴史
折本の起源は定かでないが、この形態が本格的に普及したのは11世紀初頭の中国・北宋時代とされている。983年に完成した勅版の一切経は巻子装であったが、1080年頃に成立した福州東禅等覚院版（東禅寺版）は折本で出版され、以降の一切経は折本で出版されることが一般的になった。このような装丁の変更は披見の便を考慮したものと考えられている。
日本では鎌倉時代後期から室町時代前期にかけて巻子の形式の古写本の折本への改装が全国的に行われた。これには転読の流行が背景にあるといわれている。

## 外国の折り本

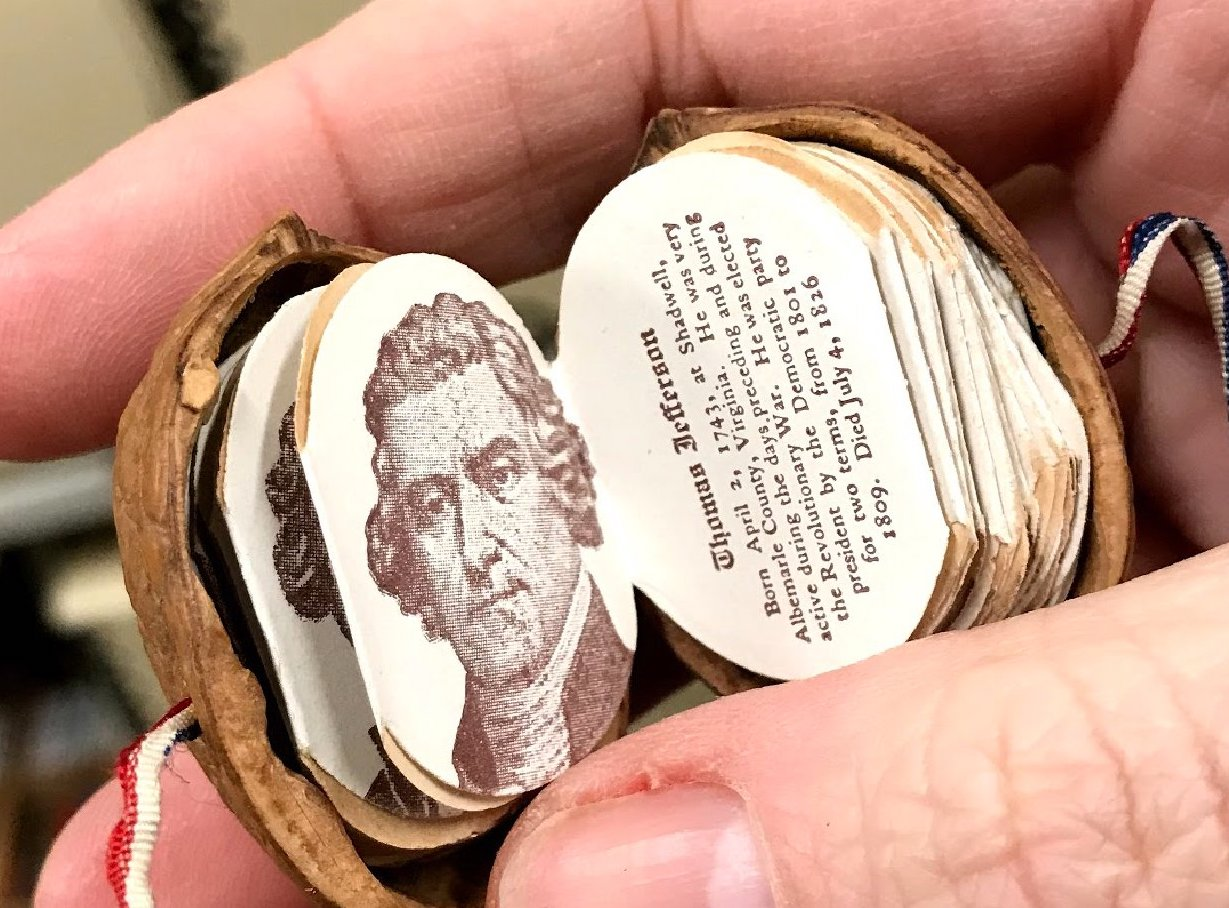
トーマス・ジェファーソンの伝記のミニ折り本。ケースはクルミの殻。

折り本と同様の製本スタイルは外国にも存在する。西洋では、蛇腹楽器の形状になぞらえて「コンサーティーナ・ブック」 (concertina book) もしくは「アコーディオン・ブック」 (accordion book) と呼ばれる。